# Savino Bellini
Pour les articles homonymes, voir Bellini.
Savino Bellini (né le 1er décembre 1913 à Portomaggiore dans la province de Ferrare et mort le 4 novembre 1974) était un joueur de football italien, qui évoluait au poste de milieu de terrain.

## Palmarès
Juventus
- Coupe d'Italie (2) :
  - Vainqueur : 1937-38 et 1941-42.

- Championnat d'Italie :
  - Vice-champion : 1937-38.